# Арвідсьяур (аеропорт)
Аеропорт Арвідсьяур (швед. Arvidsjaurs flygplats) (IATA: AJR, ICAO: ESNX)  розташований за 13 км від міста Арвідсьяур, Швеція та мав 52 681 пасажирів у 2018 році. 

## Авіалінії та напрямки
| Авіакомпанія | Пункт призначення                     |
| ------------ | ------------------------------------- |
| Eurowings    | Сезонний чартер: Кельн/Бонн, Штутгарт |
| Nordica      | Єлліваре, Стокгольм–Арланда           |

## Пасажирообіг
Див. джерело запитів Вікіданих та джерела.